# تريفور لوكاس
تريفور لوكاس (بالإنجليزية: Trevor Lucas) هو موسيقي ومنتج أسطوانات ومغن مؤلف وعازف قيثارة أسترالي، ولد في 25 ديسمبر 1943 في ملبورن في أستراليا، وتوفي في 4 فبراير 1989 في سيدني في أستراليا.

## وصلات خارجية
- تريفور لوكاس على موقع IMDb (الإنجليزية)
- تريفور لوكاس على موقع ميوزك برينز (الإنجليزية)
- تريفور لوكاس على موقع ديسكوغز (الإنجليزية)